# マリーア・ルイーザ・ディ・ボルボーネ＝ドゥエ・シチリエ
マリーア・ルイーザ・インマコラータ・ディ・ボルボーネ＝ドゥエ・シチリエ（イタリア語: Maria Luisa Immacolata di Borbone-Due Sicilie, 1855年1月21日 - 1874年2月23日）は、両シチリア王国の王族。両シチリア王フェルディナンド2世とその2度目の妃であるオーストリア大公女マリア・テレジアの間の四女。

## 生涯
千人隊によるシチリア遠征の後、教皇ピウス9世の招きにより、家族とともにローマのクイリナーレ宮殿で亡命生活を送った。
1873年11月25日にフランスのカンヌにおいて、ブルボン＝パルマ家の公子であるバルディ伯エンリコと結婚した。姉のマリーア・ピアが1869年にエンリコの兄のパルマ公ロベルト1世と結婚しており、この結婚は二重の縁組であった。
しかし、マリーア・ルイーザは結婚してわずか3カ月後に19歳で急死した。寡夫となったエンリコは後にポルトガルの廃王ミゲル1世の娘アルデグンデスと再婚した。